# Samaná (tỉnh)

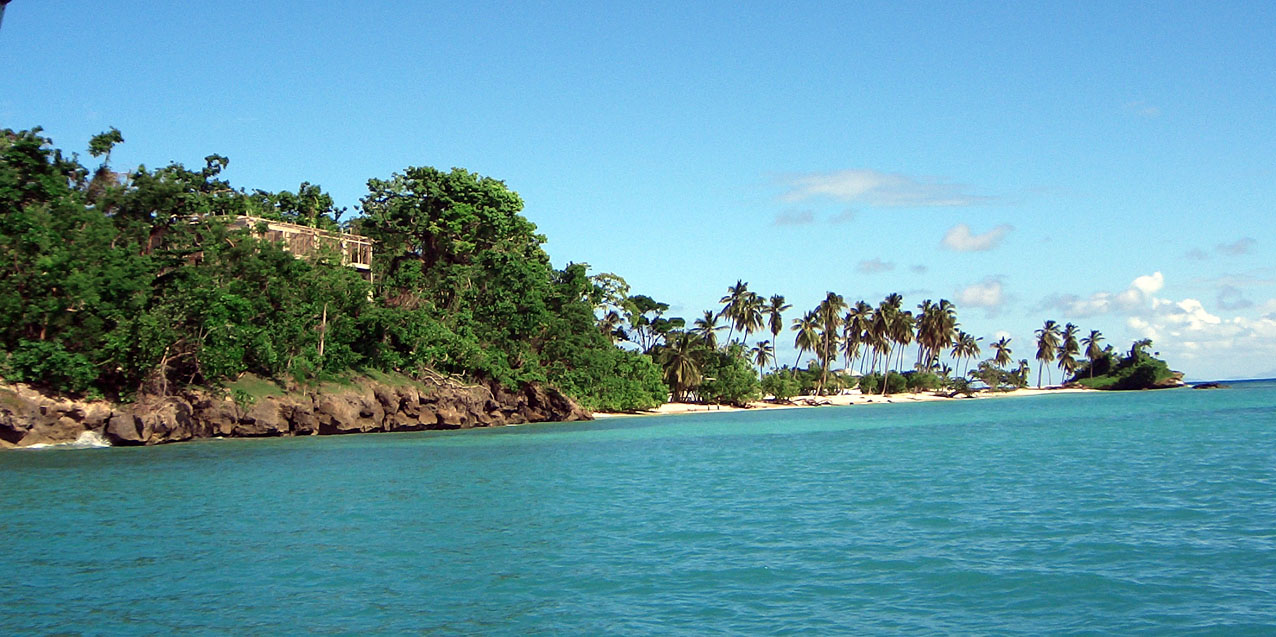
Cayo Levantado Samana

Samaná là một tỉnh của Cộng hòa Dominica. Tỉnh lỵ là Santa Bárbara de Samaná, cũng có tên là Thành phố Samaná.
Samaná nằm bên bờ Đại Tây Dương ở phía bắc Cộng hòa Dominicana. Tỉnh này có nhiều bãi biển. Ngày 6 Tháng 11 năm 2006, Sân bay quốc tế Samaná El Catey đã được khai trương khiến tỉnh này trở thành một địa điểm du lịch chính của Cộng hòa Dominicana.
Khu vực biển Samaná là nơi sinh sản của cá voi lưng gù.

## Các đô thị và các huyện đô thị
Đến thời điểm ngày 20 tháng 10 năm 2006, tỉnh này được chia thành đô thị (municipio) và các huyện đô thị (distrito municipal - D.M.):
- Sánchez
- Samana
  - Arroyo Barril (D.M.)
  - El Limón (D.M.)
  - Las Galeras (D.M.)
- Las Terrenas

Bảng dưới đây là các đô thị với dân số theo số liệu điều tra năm 2008.
| Tên                     | Tổng dân số | Dân số đô thị | Dân số nông thôn |
| ----------------------- | ----------- | ------------- | ---------------- |
| Las Terrenas            | 49841       | 42345         | 7496}}           |
| Santa Bárbara de Samaná | 157252      | 99786         | 57466}}          |
| Sánchez                 | 34011       | 18113         | 15898}}          |
| Tỉnh Samaná             | 241104      | 160244        | 80860}}          |